# Státní okresní archiv Prachatice
Státní okresní archiv Prachatice (SOkA Prachatice) je státní archiv. Od zrušení okresních úřadů se jedná o organizační složku Státního oblastního archivu v Třeboni. Je místně příslušný pro okres Prachatice a sídlí v Prachaticích.

## Historie
V roce 1904 byl v Prachaticích ustaven německý muzejní spolek a součástí nově zřízeného městského muzea se stal též městský archiv. Ten pečoval o historické písemnosti města Prachatice. K oddělení městského muzea a městského archivu na dvě samostatné instituce došlo až v roce 1946.
Prachatický archiv jako státní instituce s okresní působností má své kořeny ve vládním nařízení o archivnictví č. 29/1954 Sb., které vstoupilo v platnost dne 7. května 1954. Vládní nařízení stanovovalo jednotnou archivní síť na celém území Československa a v každém okresním městě vznikl archiv. V Prachaticích tak začal okresní archiv fungovat v průběhu roku 1955. Archiv původně sídlil v budově Nové radnice, tj. čp. 2 na Velkém náměstí. Později získal archiv též prostory v domě čp. 164 v Horní ulici. Počátkem roku 1958 byl pro archiv vyčleněn též měšťanský dům čp. 43 na náměstí, který archiv využíval spolu s dalšími institucemi (dnes zde sídlí Muzeum české loutky a cirkusu).

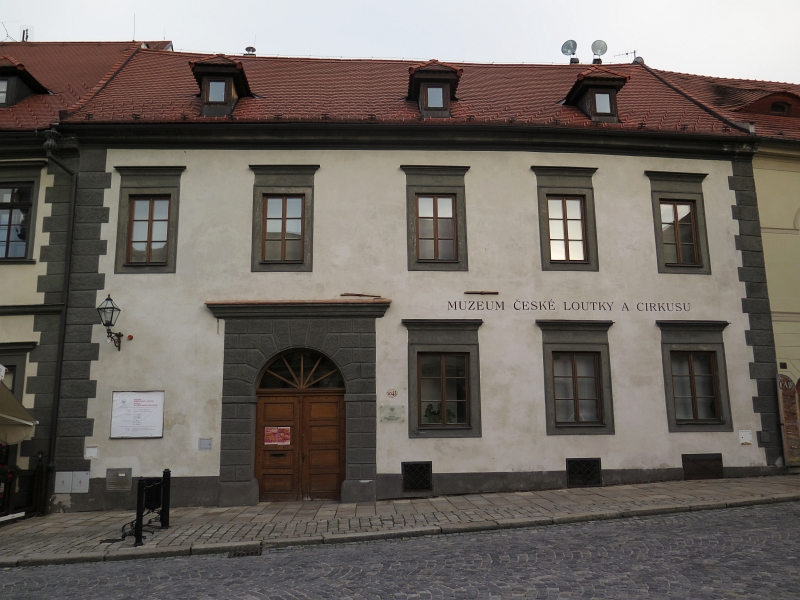
V letech 1958–1999 využíval archiv mj. budovu čp. 43 v Horní ulici.

V roce 1960 proběhla územně správní reforma, kdy byl zrušen okres Vimperk a tedy i bývalý Okresní archiv ve Vimperku byl přesunut do Prachatic. V roce 1979 byl taktéž zrušen depozitář v Netolicích a veškeré archiválie byly přesunuty do Prachatic. Prostorové podmínky archivu se tak postupem času staly nevyhovujícími. Teprve ve druhé polovině 90. let tehdejší okresního úřad, který byl zřizovatelem archivu, zahájil přestavbu bývalé polikliniky ve Vodňanské ulici. Na počátku roku 1999 byly přestěhovány archivní fondy ze starých depozitářů a od května téhož roku zahájil archiv činnost v nových prostorách.
V rámci reformy veřejné správy se státní okresní archivy staly v polovině roku 2002 součástmi státních oblastních archivů. V případě Prachatic se jednalo o Státní oblastní archiv v Třeboni.